# Hello (Mamamoo)
Hello è il primo EP del girl group sudcoreano Mamamoo, pubblicato nel 2014.

## Tracce
1. Hello – 0:43
2. Mr. Ambiguous (Mr. 애매모호?, AemaemohoLR) – 3:41
3. Heeheehaheho (히히하헤호?) (con Geeks) – 3:44
4. Baton Touch – 2:52
5. Hwasa – I Do Me (내맘이야?, NaemamiyaLR, lit. My Heart) – 3:07
6. Peppermint Chocolate (feat. Wheesung) (썸남썸녀?, SseomnamsseomnyeoLR) (con K.Will) – 3:30
7. Don't Be Happy (행복하지마?, HaengbokhajimaLR) (con Bumkey) – 3:36